# Kan De huske? Køge gennem 25 Aar
Kan De huske? Køge gennem 25 Aar er en dansk dokumentarfilm fra 1940. Nogle af optagelserne fra denne film kan også ses i filmene Badeanstalten Køge og Køge By 1921-1928.

## Handling
Der er marked i Køge. Landboerne fra hele omegnen valfarter til Køge Torv. Et udpluk af byens butikker præsenteres, blandt andet Axel Kiels sengeudstyr, H. Langkildes herreekviperingsbutik og Johan Fursøes vinhandel. Også byens borgere præsenteres, blandt andet Køges egen original Reinhardt "Admiralen, der ordnede alt og alle" og læreren Niels Koefoed, der senere bliver Køges borgmester.
Optagelser fra den første stabelafløbning på Kjøge Værft d. 26. juli 1921 - S/S Nerma sættes i vandet. Optagelser fra Sydstranden, hvor mænd og kvinder bader hver for sig. Idrætsforeningens jubilæumsfest 24. juli 1921, hvor Køge Boldklub blandt andet skal spille "gammelmandskamp". Der trækkes tov om en biografbevilling. Christian Arhoff er dommer ved tovtrækningen. Fra en af turistforeningens fester d. 4.-5. august 1928, hvor der er blomsteroptog. Optagelser fra Køges gader og stræder med de idylliske bindingsværkshuse, Køge Å, Køge Havn og Vallø Slot. Biografteatret skal flyttes til nye, moderne lokaler. Ombygningen begynder hen på efteråret 1939 og afsluttes året efter. Ved rejsegildet bliver der holdt taler af forskellige borgmestre.